# Mette Trolle
Mette Trolle var en dansk adelsdam.  
Hon föddes 1637 som dotter till Niels Trolle (1599–1667 och Helle Rosenkrantz (1618–1685) och gifte sig 1654 med Jørgen Reedtz til Vedø. Hon beskrivs som begåvad, kunskapsrik och intagande, och skrev dikter på franska och holländska. Hon hade ett uppmärksammat förhållande med Peder Schumacher Griffenfeld, som år 1670 ska ha övertalat monarken att utnämna hennes make till sändebud i Spanien, dit hon tvingades följa honom, för att kunna gifta sig och avsluta relationen. Hon fortsatte dock på Griffenfelds initiativ att brevväxla med honom. I Spanien övergick hon och flera av hennes barn katolicismen, och då maken återvände till Danmark 1679 stannade hon kvar: hon blev gunstling hos den spanska drottningregenten Maria Anna av Österrike, som gav henne en pension och titeln hertiginna av Avela. 